# Okenia japonica
Okenia japonica Baba, 1949 è un mollusco nudibranchio della famiglia Goniodorididae.
L'epiteto specifico fa riferimento al Giappone, zona di rinvenimento degli esemplari.